# Вилучення рідких вуглеводнів з газу
Вилучення рідких вуглеводнів з газу (англ. liquid hydrocarbons recovery from gas flow; нім. Ausbringen der flüssigen kohlenwasserstoffe aus dem Gasstrom) — технологія, яка основується на зниженні температури чи на застосуванні абсорбційного устаткування.
На абсорбційному устаткуванні вилучення рідких вуглеводнів з потоку газоконденсатного газу відбувається після гліколевого осушування сирого газу від водяної пари. Цей процес називається «масляна абсорбція сирого газу». Потік сирого газу піддають масляній абсорбції з метою одержання сирого газу і широкої деетанізованої фракції рідких легких вуглеводнів, а також з метою одержання сухого газу, газового конденсату, пропан-бутану або подають на турбодетандерне устаткування для одержання з сирого газу широкої деетанізованої фракції рідких легких вуглеводнів і сухого газу. Газовий конденсат, який одержується в промислових умовах на устаткуванні низькотемпературної сепарації, стабілізують шляхом дегазації в сепараторах чи в колоні фракціонування. Схеми устаткування фракціонування підрозділяють на одно-, дво- і триколонні. Адсорбційна олива, яке використовується як поглинальна рідина в адсорбційних устаткуваннях вилучення рідких вуглеводнів, вибирають в залежності від температури процесу. За умов звичайних температур маслоабсорбційного процесу (від 20 до 40 °C) застосовують абсорбційне оливу з молекулярною масою 140—180. У низькотемпературних маслоабсорбційних процесах, які використовуються для глибшого вилучення рідких вуглеводнів з сирого газу, застосовують абсорбційна олива з молекулярною масою 85 — 120.